# Djebel Mghila
Le djebel Mghila (arabe : جبل مغيلة), ou mont Mghila, est une montagne située en Tunisie, entre le gouvernorat de Kasserine et celui de Sidi Bouzid.
Bien qu'il soit inscrit dans le parc national de Jebel Mghilla depuis 2010, il est ensuite inclus dans une zone militaire fermée à la suite d'affrontements avec des groupes djihadistes.

## Attaque du djebel Mghila
Des affrontements entre des hommes armés et les membres des forces armées tunisiennes, le 7 avril 2015, font quatre morts et neuf blessés.